# 彭儒猛
彭儒猛（10世纪—1027年），北宋下溪州（治今湖南古丈东北）土官，彭文勇长子。
彭儒猛嗣为下溪州（治今湖南古丈东北）刺史。景德二年（1005年）辰州“诸蛮”进攻下溪州，被他率部击败，他擒献酋首。宋真宗赐给他锦袍、银带。他表示母亲年老，愿为母亲求恩典，皇帝下诏特加邑封。大中祥符二年（1009年）袭溪州刺史职。天禧元年（1017年）攻扰宋朝官府百姓。天禧二年（1018年）被知辰州钱绛击败，逃往山林。他的儿子彭仕汉被官军俘虏。后来，彭儒猛上书朝廷，请求赦免，归还所掠人口、器甲。辰州通判刘中象将他召至明滩，与他歃血为盟。朝廷任命他检校尚书右仆射。宋仁宗天圣元年（1023年）彭仕汉逃归，再次诱“群蛮”作乱，被他的另一个儿子彭仕端杀死。朝廷提拔他为左仆射。天圣三年（1025年）他率兵杀死知中彭州（忠顺州）彭文绾。天圣五年，在任上去世。